# 石川恋
石川 恋（いしかわ れん、1993年（平成5年）7月18日 - ）は、日本の女優、ファッションモデル、グラビアモデル、タレント。
栃木県栃木市出身。國學院大學栃木高等学校中高一貫コース、武蔵野大学グローバル・コミュニケーション学部卒業。テンカラット所属。『CanCam』専属モデル。
2013年12月27日発売の書籍『学年ビリのギャルが1年で偏差値を40上げて慶應大学に現役合格した話』（通称「ビリギャル」）の表紙（カバーモデル）に起用され、以降各種テレビドラマや映画、雑誌、バラエティ番組に出演。

## 略歴
國學院大學栃木中学校・高等学校時代は校則が厳しく、在学中は校則の黒髪としていたがギャルメークに関心を持ち、卒業式の次の日に美容院で金髪にした。
高校時代は応援部（チアリーディング）に所属、副部長を務めた。母校愛が強く、今でもたびたび球技部の応援に駆けつける。
大学進学を機に栃木から上京。指定校推薦で入学した武蔵野大学グローバル・コミュニケーション学部で異文化コミュニケーションを専攻（古家聡ゼミに所属）。
中高生の頃からモデルに憧れており、19歳の時に渋谷でモデル事務所にスカウトされ芸能界入り。しかし、全くモデルの仕事がなく、学業の傍ら居酒屋でアルバイトを3年間していた。学業に専念し語学留学すること決めていたが、事務所から“これが本当に最後のチャンス”と言われ受けた仕事が、坪田信貴 の著書『学年ビリのギャルが1年で偏差値を40上げて慶應大学に現役合格した話』（通称「ビリギャル」）の表紙モデル。で、金髪ギャル姿を披露し一躍ブレイクした。当時はモデルのオーディションに落ち続け、「どうせ最後だって決めてたので、思いっきり自分の内面にあったフラストレーションを表に出してみようって。何をやってもうまくいかないし、演技ではなくて本当の私、リアルな表情が出たんだと思います。」と語っている。
2015年2月22日『有吉反省会』に反省人として出演。実はギャルではなく真面目な女子大生であったことを懺悔し、禊でトレードマークの金髪を黒髪にしたことで話題となった。それから2か月後の同年4月22日には、初のイメージDVD『初恋』を発売した。
2016年2月20日、出身地である栃木市のふるさと大使に任命される（当初任期は2年間だったが、2023年2月時点で栃木市ふるさと大使の紹介記載継続）。同年3月に大学を卒業。
2016年11月1日、3年間所属した事務所allureからテンカラットに移籍したことを、自身のブログで発表。
2017年7月22日発売の『CanCam』9月号から同誌の専属モデルとなり、「ファッション誌の専属モデルになる」という19歳で芸能界入りした時からの夢を実現させた。7月29日には「マイナビ presents 第25回 東京ガールズコレクション 2017 AUTUMN/WINTER」（9月2日、さいたまスーパーアリーナ）への出演決定を報告。「芸能界に入る一番のきっかけ」だったTGC出演という「最大の夢」をかなえた。
2021年3月28日、東京オリンピックの聖火リレーで、生まれ故郷の栃木市で聖火ランナーを務め、蔵の街遊覧船に乗船し聖火を運んだ。
2021年10月26日、栃木県知事より『とちぎ未来大使』に任命される。2022年10月1日栃木県宇都宮市で開催の第77回国民体育大会「いちご一会とちぎ国体」の総合開会式にて式典演技でナビゲーター役を務めた。
2022年12月21日発売の『CanCam』2023年2月号をもって同誌の専属モデルを卒業。
2023年9月、デビュー10周年と30歳を記念した写真集『signs』を発売。発売を記念した写真展が東京タワーの「TOWER GALLERY」で開催される。

## 人物

### 嗜好
- 好きな男性のタイプは「私と同じで地方出身で身長165cmの双子が好き」である。
- もともとヘビは苦手だったが、2017年のドラマ『警視庁いきもの係』でのヘビ好きというキャラクターの役作りのために、スネークカフェを訪れるなどして克服した[24]。

### 受賞
- 「第3回 カバーガール大賞」グラビア部門賞（2017年）[25]

## 出演

### 映画
- キリング・カリキュラム〜人狼処刑ゲーム 序章〜（2015年8月9日、Brilliant Star Films Artist） - 由加里 役[26]
- コープスパーティー Book of Shadows（2016年7月30日、ツインピークス / キャンター） - 霧崎凍孤 役[27]
- SCOOP!（2016年10月1日、東宝） - 恋ちゃん 役[28]
- パーフェクト・レボリューション（2017年9月29日、東北新社） - 書店員 和泉 役
- 一夜再成名（2018年公開、香港映画） - 主演・薫 役[29]
- マスカレード・ホテル（2019年1月18日、東宝） - 川本美香 役[30]
- ぐらんぶる（2020年8月7日、ワーナー・ブラザース映画） - 吉原愛菜 役[31]
- マスカレード・ナイト（2021年9月17日公開、東宝） - 川本美香 役[32]
- かそけきサンカヨウ（2021年10月15日公開、イオンエンターテイメント）[33][34]
- 劇場版 アナウンサーたちの戦争（2024年8月16日公開、ナカチカピクチャーズ） - 保木玲子 役
- 本を綴る（2024年10月5日公開、アークエンタテインメント） - 伊達 役[35]

### テレビドラマ
- ラヴソング 第4話（2016年5月2日、フジテレビ）[36][37]
- 東京タラレバ娘（2017年1月18日 - 3月22日、日本テレビ） - 芝田マミ 役[38]
  - 東京タラレバ娘2020（2020年10月7日、日本テレビ） - 黒沢マミ 役[39]
- 警視庁いきもの係（2017年7月9日 - 9月10日、フジテレビ） - 三笠弥生 役[40]
- さぼリーマン甘太朗（2017年7月13日 - 9月29日、テレビ東京系） - ヒロイン・土橋香奈子 役[41]
- 黄昏流星群-人生折り返し、恋をした-（2018年10月11日 - 12月13日、フジテレビ） - 瀧沢美咲 役[42]
- おしい刑事（2019年5月5日 - 26日、NHK BSプレミアム） - ヒロイン・灰田絵奈 役[43][44]
  - やっぱりおしい刑事（2021年3月7日 - 4月25日、NHK BSプレミアム） - ヒロイン・灰田絵奈 役[45]
- 世にも奇妙な物語 '19秋の特別編「鍋蓋」（2019年11月9日、フジテレビ） - 手嶋由佳 役[46]
- 福岡恋愛白書15 消えない恋の花火 （2020年3月27日、九州朝日放送） - 主演・小嶋香奈 役[47]
- 運命から始まる恋〜You are my Destiny〜（2020年4月11日 - 6月13日、フジテレビ） - 白石杏奈 役[48][注釈 3]
- だから私はメイクする 第5話・最終話（2020年11月5日・11月12日、テレビ東京） - 月野輪子 役[49]
- 4つの不思議なストーリー〜超常ミステリードラマSP「不思議なお守り」（2020年12月26日、フジテレビ） - 田島彩乃 役[50][51]
- 警視庁・捜査一課長 season5 第2話（2021年4月22日、テレビ朝日） - カリスマエステティシャン・矢向直美 役[52]
- イタイケに恋して（2021年7月1日 - 9月9日、読売テレビ） - ヒロイン・谷村結花 役[注釈 4][53]
- 和田家の男たち（2021年10月22日 - 12月10日、テレビ朝日） - 志麻さと美 役[54][55]
- 悪女（わる）〜働くのがカッコ悪いなんて誰が言った?〜 第1話・第2話（2022年4月13日 - 20日、日本テレビ） - 春田すみれ 役
- ユニコーンに乗って（2022年7月5日 - 9月6日、TBS） - 倉田凛花 役[56]
- スターチャンネル オリジナルドラマプロジェクト「5つの歌詩（うた）」EPISODE 02『マスカラまつげ』（2022年7月21日 スターチャンネルEX、8月21日 BS10スターチャンネル） - 谷口菜美子 役
- silent（2022年10月6日 - 12月22日、フジテレビ） - 佐倉華 役[57]
- ブルーバースデー（2023年2月8日 - 3月29日、関西テレビ） - 蒼馬咲 役[58]
- Dr.チョコレート（2023年4月22日 - 6月24日、日本テレビ） - 薮下穂乃花 役[59]
- 明日、私は誰かのカノジョ シーズン2（2023年5月3日 - 6月28日、毎日放送・TBS） - 未来 役[60]
- やさしい猫（2023年6月24日 - 7月29日、NHK総合） - ほなみ 役[61]
- NHKスペシャル「アナウンサーたちの戦争」（2023年8月14日、NHK総合） - 保木玲子 役
- 猫カレ -少年を飼う-（2023年10月8日 - 12月24日、BSテレビ東京） - 主演・森川藍 役[62]
- 純喫茶イニョン（2024年3月30日、フジテレビTWO×ひかりTV共同制作） - 向坂美海 役
- さっちゃん、僕は。（2024年6月11日 - 9月3日、TBS） - 国木田紫乃 役[63]
- ギークス〜警察署の変人たち〜 第1話（2024年7月4日、フジテレビ） - 浜辺理子 役[64]
- 年下彼氏2 episode12「ぼくらの推し活」（2024年11月24日、朝日放送テレビ） - ヒロイン・田所 役[65]
- ホンノウスイッチ 第2話 - （2025年1月18日 - 、テレビ朝日） - 斉藤楓 役[66]
- 1995〜地下鉄サリン事件30年 救命現場の声〜（2025年3月21日、フジテレビ） - 川嶋かおり 役[67]

### バラエティ
- オタ恋（2016年10月1日 - 8日、BS朝日）
- 最上級のひらめきニンゲンを目指せ!クイズ!金の正解!銀の正解!（2017年4月22日 - 9月16日、フジテレビ） - レギュラー解答者[68]
- 全力!脱力タイムズ（2021年9月24日、フジテレビ）
- Google Pixel presents ANOTHER SKY（2023年9月1日、日本テレビ）

### WEBムービー
- コミックシーモア『この男は人生最大の過ちです』予告編風動画（2019年） - 佐藤唯 役[69]
- 30歳目前、人生設計狂いました（2024年8月2日、全30話、FOD（長尺版）・BUMP） - 主演・矢崎莉乃 役[70]
- 職場ギャンブラー（2025年4月30日配信予定、UniReel） - 桜井玲子 役[71]

### 舞台
- 劇団ドリームプリンセス ミエタミエナイセカイ（2016年、新宿村LIVE）
- 劇団ファイヤーヒップス 海の家の物語（2016年、スクエア荏原ひらつかホール）[72]
- AOI Pro.コント公演 混頓 vol.4（2024年、TOKYO FM HALL）[73]
- 劇団12ミニッツ 第4回公演 普通になれなくて（2024年、浅草九劇）[74]
- マーダーミステリーシアター 殺意の代償（2025年、品川プリンスホテル クラブeX）[75]
- good morning N°5 執着の泡（2025年公演予定、下北沢ザ・スズナリ）[76]

### ランウェイ
- マイナビ presents 第25回 東京ガールズコレクション 2017 AUTUMN/WINTER（2017年9月2日、さいたまスーパーアリーナ）[14][15][16]

### CM
- レオパレス21 レオパレス21WEB（2015年3月 - ）
  - 【メゾン・壁ドン！】胸、キュンとくるドン！編[要出典]
  - 【メゾン・壁ドン！】道、駆け抜けるドン！編[77]
  - 【メゾン・壁ドン！】もう、止まらないドン！編[要出典]
- NOTTV（2015年7月）
- 栃木県選挙管理委員会「栃木県知事選挙」（2016年11月3日 - 11月20日）[78]

### MV
- 三月のパンタシア「風の声を聴きながら」（2018年3月7日）[79]

DOBERMAN INFINITY 夏化粧

### 雑誌
- CanCam（2017年9月号 - 2023年2月号、小学館） - 専属モデル[12][13][21]
- 美人百花　(不明、角川春樹事務所)- 連載

### その他
- 映画 ビリギャル 特報（2014年12月13日 - 2015年3月14日）
- WEB連載 JOSHI＋「石川恋のCute up lesson」（2015年12月17日 - ）
- 防衛省広報誌 MAMOR（2016年5月号、扶桑社） - 木更津駐屯地の第1ヘリコプター団を訪問し、陸上自衛隊の制服などを着て撮影、表紙と巻頭グラビアを飾る。

## 作品

### DVD
- 根気のないギャルでも1日5分だから続けられた楽々簡単トワークダイエット（2014年11月21日、リバプール）
- 初恋（2015年4月22日、イーネット・フロンティア）

### 写真集
- LOVE LETTERS（2016年2月29日、集英社、撮影：樂満直城、ISBN 978-4087807813）[80]
- signs（2023年、アウトナンバー）[22]
  - 限定特別版、9月2日発売
  - 通常版、9月17日発売